# Tom Corcoran (Skirennläufer)
Thomas Armstrong Corcoran (* 16. November 1931 in Yokohama, Japanisches Kaiserreich; † 27. Juni 2017 in Charleston, South Carolina) war ein US-amerikanischer Skirennläufer.

## Biographie
Corcoran wurde in Yokohama geboren, seine Familie kehrte mit ihm jedoch bereits im Kleinkindalter zurück in die Vereinigten Staaten. Er erlernte das Skifahren in New Jersey. Nach der Scheidung seiner Eltern zog er mit seiner Mutter nach Mont-Tremblant, wo er unter anderem mit der späteren Weltmeisterin Lucille Wheeler trainierte.
Zwischen 1950 und 1954 studierte Corcoran am Dartmouth College, wo er neben anderen prominenten Namen wie Brooks Dodge und Chiharu Igaya Teil der Skimannschaft von Dartmouth, welche von Walter Prager trainiert wurde. 1954 siegte er beim renommierten Harriman Cup im Slalom und in der Alpinen Kombination.
1956 konnte er sich für die Olympischen Winterspiele in Cortina d’Ampezzo qualifizieren, wo er als bestes Ergebnis den 14. Platz im Riesenslalom erreichte. Zum Abschluss der Saison wurde er US-amerikanischer Meister im Riesenslalom und Slalom.
Den Titel im Slalom konnte er im darauffolgenden Jahr verteidigen. Zusätzlich siegte er erstmals in der Alpinen Kombination. Dadurch war Corcoran für die nächsten Weltmeisterschaften in Bad Gastein qualifiziert. Doch dort schnitt er unter den Erwartungen ab, lediglich Rang 15 im Riesenslalom stand als beste Platzierung zu Buche. Im Anschluss an die Weltmeisterschaften gelang ihm jedoch ein zweiter und ein dritter Platz beim 3-Tre-Rennen in Madonna di Campiglio.
1960 nahm Corcoran zum zweiten Mal an Olympischen Winterspielen teil. Bei den Wettkämpfen in Squaw Valley verpasste er als Vierter im Riesenslalom nur knapp eine Medaille. Dies war die beste Platzierung für einen US-amerikanischen Skirennläufer im Riesenslalom bis zu den Spielen von Salt Lake City, als Bode Miller die Silbermedaille im Riesenslalom gewann.
Nach den Spielen beendete Corcoran seine sportliche Karriere, nahm aber vereinzelt noch an Skirennen teil. So gewann er etwa das erste Vorentscheidungsrennen für die Olympischen Winterspiele 1964. Corcoran wendete sich schließlich ganz der Planung und dem Aufbau eines Skigebiets in Waterville Valley zu, welches 1966 eröffnete.
1978 wurde er in die US National Ski & Snowboard Hall of Fame aufgenommen.

## Erfolge

### Olympische Winterspiele
- Cortina d’Ampezzo 1956: 14. Riesenslalom, 19. Slalom
- Squaw Valley 1960: 4. Riesenslalom, 9. Slalom

### Weltmeisterschaften
- Bad Gastein 1958: 15. Riesenslalom, 21. Alpine Kombination[5], 36. Slalom[6], 46. Abfahrt[7]

### Weitere Erfolge
- Zweiter Platz im Slalom beim 3-Tre-Rennen (1958)
- Dritter Platz in der Alpinen Kombination beim 3-Tre-Rennen (1958)
- US-amerikanischer Meister im Riesenslalom (1956)
- US-amerikanischer Meister im Slalom (1956, 1957)
- US-amerikanischer Meister in der Alpinen Kombination (1957)